# Música de comunidades imigrantes nos Estados Unidos
Os Estados Unidos é um caldeirão consistindo de numerosos grupos étnicos. Muitas destas pessoas têm mantido viva suas tradições folclóricas de suas terras natal, muitas vezes produzindo distintivamente estilos americanos de música estrangeira. Algumas nacionalidades têm produzido cenários locais em regiões do país aonde eles tem se aglomerado, como a música cabo-verdiana na Nova Inglaterra, Susana música armeniana na Califórnia, a italiana e a música ucraniana em Nova Iorque.
Os Crioulos são uma comunidade com uma variedade de ancestrais não-anglo, a maioria descendente de pessoas que viveram em Luisiana antes de ser comprada pelos EUA. Os Cajuns são um grupo de Francófones que chegaram em Louisiana depois de deixar Acádia no Canadá. A cidade de New Orleans (Louisiana), sendo uma porto maior, atuou como uma caldeirão para pessoas de todo a bacia caribenha. O resultado é um set diverso e sincrético de estilos de Cajun e Música crioula.
A Espanha e subsequentemente o México controlaram muito do que é agora o oeste dos Estados Unidos até a Guerra México-Americana, incluindo o estado inteiro do Texas. Depois que o Texas se juntou aos Estados Unidos, os nativos Tejanos vivendo no estado começaram culturalmente a desenvolver separadamente de seus vizinhos ao sul, e permaneceram culturalmente distintos de outros texanos. O principal para a evolução da música tejano foi a mistura de formas tradicionais mexicanas como o mariachi e o corrido, e estilos continentais europeus introduzidos por colonizadores alemãs e checos no final do século XIX. Em particular, o acordeon foi adotado pelos músicos do folclore Tejano na virada do século XX, tornando-se um instrumento popular para músicos amadores no Texas e Norte do México.